# 體外反搏法
體外反搏法為一種為到患有中風病人所進行的無創傷性的治療方法，能夠改善血液循環，有功效地增加缺血性中風病人的腦血流量達9%，是現時唯一能夠顯著地增加腦血流量的方法，有助於病人盡快到康復。體外反搏法治療沒有創傷性，惟不適用於心律不正或者心瓣倒流的病人，個別病人進行治療後，亦有出現皮膚損傷和失禁。
2012年9月，此項醫療方法獲得香港中文大學透過美國權威科學研究雜誌《中風》刊登，證實功效。

## 原理
體外反搏法的原理為利用一個氣囊袋，綁紮在病人的大腿、小腿及臀部，氣囊袋會隨著心電圖電波循環充氣及排氣，透過壓力帶動血液回流上腦，以減輕心臟舒張的壓力，加快病人康復進度。

## 歷史
香港中文大學於2009年至2010年年間為到32名中風病人進行體外反搏法的臨床實驗，結果顯示，病人的心臟血液輸出量比起之前增加了74%，腦血管血液流量增加了9%。